# Calcifediol
El calcifediol (DCI), también conocido como calcidiol, 25-hidroxicolecalciferol o 25-hidroxivitamina D (abreviado 25(OH)D), es una prohormona que se produce en el hígado por hidroxilación de la vitamina D3 (colecalciferol) gracias a la enzima colecalciferol-25-hidroxilasa. El calcifediol se convierte entonces en los riñones (por la enzima 25(OH)D-1α-hidroxilasa) en el calcitriol (1,25-(OH)2D3), una hormona secoesteroide que es la forma activa de la vitamina D. También se puede convertir en 24-hidroxicalcidiol en los riñones a través de 24-hidroxilación.